# Taina Kolkkala
Taina Kolkkala (dawniej Taina Uppa, ur. 24 października 1976 w Pori) – fińska lekkoatletka specjalizująca się w rzucie oszczepem.
Mistrzyni świata juniorów z Lizbony (1994). Trzykrotna uczestniczka igrzysk olimpijskich - Atlanta 1996, Sydney 2000 i  Ateny 2004 (bez większych sukcesów). Uczestniczka finałów mistrzostw świata w 1999, 2001 i 2003 oraz mistrzostw Europy w 1994 i 2002. Rekord życiowy: 64,06 (23 lipca 2000, Pihtipudas). Kolkkala jest rekordzistką Finlandii w rzucie oszczepem w hali – 61,29 (1999).

## Osiągnięcia
| Rok  | Zawody                         | Lokata      | Wynik             |       |
| ---- | ------------------------------ | ----------- | ----------------- | ----- |
| 1992 | Mistrzostwa świata juniorów    | Seul        | el. - 8. miejsce  | 49,98 |
| 1994 | Mistrzostwa świata juniorów    | Lizbona     | 1. miejsce        | 59,02 |
| 1994 | Mistrzostwa Europy             | Helsinki    | 10. miejsce       | 57,20 |
| 1995 | I liga pucharu Europy          | Turku       | 1. miejsce        | 61,56 |
| 1995 | Mistrzostwa Europy juniorów    | Nyíregyháza | 1. miejsce        | 60,72 |
| 1995 | Mistrzostwa świata             | Göteborg    | el. - 24. miejsce | 54,38 |
| 1996 | Igrzyska olimpijskie           | Atlanta     | el. - 19. miejsce | 57,74 |
| 1997 | Młodzieżowe mistrzostwa Europy | Turku       | 1. miejsce        | 56,48 |
| 1997 | Mistrzostwa świata             | Ateny       | el. - 20. miejsce | 57,72 |
| 1998 | Mistrzostwa Europy             | Budapeszt   | el. - 14. miejsce | 58,01 |
| 1999 | I liga pucharu Europy          | Lahti       | 1. miejsce        | 61,24 |
| 1999 | Mistrzostwa świata             | Sewilla     | 10. miejsce       | 59,83 |
| 2000 | Igrzyska olimpijskie           | Sydney      | el. - 20. miejsce | 57,39 |
| 2001 | Mistrzostwa świata             | Edmonton    | 12. miejsce       | 57,21 |
| 2002 | Mistrzostwa Europy             | Monachium   | 7. miejsce        | 59,81 |
| 2002 | Finał Grand Prix IAAF          | Paryż       | 7. miejsce        | 58,73 |
| 2003 | Mistrzostwa świata             | Paryż       | 10. miejsce       | 57,50 |
| 2004 | Igrzyska olimpijskie           | Ateny       | 10. miejsce       | 60,72 |
| 2004 | Światowy finał lekkoatletyczny | Monako      | 4. miejsce        | 60,00 |
| 2007 | Zimowy puchar Europy           | Jałta       | 4. miejsce        | 57,53 |
| 2007 | Mistrzostwa świata             | Osaka       | el. – 13. miejsce | 59,52 |